# 1980年モスクワオリンピックのブルガリア選手団
1980年モスクワオリンピックのブルガリア選手団（1980ねんモスクワオリンピックのブルガリアせんしゅだん）は、1980年7月19日から8月3日にかけてソビエト連邦の首都モスクワで開催された1980年モスクワオリンピックのブルガリア選手団、およびその競技結果。

## 概要
今大会は金メダル8個、銀メダル16個、銅メダル17個の合計41個のメダルを獲得した。

## メダル
| メダル | 選手名                   | 競技 | 種目           |
| ------ | ------------------------ | ---- | -------------- |
| 銀     | マリア・ペトコワ         | 陸上 | 女子円盤投     |
| 銀     | ディミタル・ザプリアノフ | 柔道 | 男子95kg超級   |
| 銅     | ペタル・ペトロフ         | 陸上 | 男子100m       |
| 銅     | イリアン・ネドコフ       | 柔道 | 男子65kg以下級 |